# Kavoprůmysl spojených družstevních sušáren s.r.o., Hradec Králové II.
Kavoprůmysl spojených družstevních sušáren s.r.o., Hradec Králové II. byla potravinářská firma z Kuklen, která vyráběla kávoviny.

## Historie
Založení této továrny předcházel vznik Svazu sušáren čekanky, který byl tvořen 33 družstevními sušárnami, jež měly skoro 5000 členů – zemědělců ze všech typů zemědělských podniků. V květnu 1919 společnost zakoupila pozemek č. 663/3 v Kuklenách pro továrnu na kávové náhražky. Zároveň zažádala obec, aby projektovaná silnice parcelu nepůlila, ale vedla po jejím okraji. 29. září 1919 zaslala obci plány na kancelářskou budovu, byty pro úředníky a domek pro vrátného, přičemž zažádala o povolení stavby. Dle plánu architekta Lisky měla být postavena přední budova, v jejímž podzemí měly vzniknout skladiště, kotelna a místnost pro paření s příslušenstvím, v přízemí pražírna, mlýnice, plnicí stroje, balírna, výpravna, ohřívárna a pisárna s příslušenstvím, v 1. patře pražírna, mlýnice, tiskárna, etikárna a šatna s příslušenstvím, ve 2. poschodí mlýnice, skladiště, šatna žen a spojovací lávka se skladišti a nahoře vodní věž se železným rezervoárem a spodní etáží; a zadní budova, v níž mělo v přízemí vzniknout skladiště čekanky a řepy s příslušenstvím, totéž v 1.–3. patře, a ve 4. poschodí skladiště obilí. Navíc na továrním dvoře byly projektovány chlévky, kanálová čisticí stanice, skladiště benzínu, zámečnická dílna, garáž a skladiště s dílnami. 7. října téhož roku byla navíc Kavoprůmyslu povolena vlečka z nádraží.
8. února 1920 se městská rada rozhodla podat rekurs v záležitosti stavby Průmyslu kávových náhražek v Praze. 4. června téhož roku Kavoprůmysl zažádal o povolení ke stavbě zděného plotu při továrně. V srpnu 1920 navíc ohlásil, že započne se stavbou silnice od Svobodných Dvorů do svého závodu, přičemž obec požádal o osvědčení, že tato silnice bude částí budoucí veřejné silnice projektované od Plakvicova hotelu k Plotištím. 7. září se konala v této věci komise a povolení zemské politické správy došlo 15. září. Zároveň se stavbou silnice zažádal o povolení k zřízení kanalizace, studny a postavení autogaráže (4. srpna).
Protože stavbou plotu Kavoprůmysl zatarasil původní cestu, kterou do Kuklen chodili obyvatelé čp. 150 a školní mládež, musel ještě v témže roce postavit novou, jež vedla kolem podniku. To však nebyla poslední stavba, kterou Kavoprůmysl provedl. Hned 30. března 1921 zažádal o povolení ke stavbě dřevěné kůlny a dřevěného plotu u dělnické a úřednické budovy při Kavoprůmyslu. 8. dubna téhož roku byla firmě povolena stavba dřevěné kůlny pro bednové součástky ve dvoře továrny, ale s podmínkou, že bude dán dráze revers, což společnost odmítla a stavba tak byla zastavena. Dále bylo Kavoprůmyslu povoleno užívání skladiště čekanky a řepy, vlastní továrny, zámečnické dílny, autogaráže, skladiště benzínu, čisticí stanice, dřevěného skladiště a dílny, chlévku, plotu a kanalizace, přičemž žádost za kolaudaci byla podána 25. března, kolaudace byla 31. března a povolení uděleno 8. dubna 1921. 7. června byla podána žádost na povolení stavby skladiště na suchou čekanku, 10. června bylo povoleno užívání garáže, skladiště benzínu, zámečnické dílny, studně a kanalizace, 2. července stavba úřednické budovy a 10. října povolení živnosti, dřevěné kůlny, dřevěného plotu a úřednického domu. A vývoj areálu podniku pokračoval i v dalších letech. V letech 1923-1924 bylo postaveno skladiště olejů, roku 1924 bylo zažádáno o povolení k výstavbě továrních sklepů a v roce 1929 bylo pořízeno nové strojní vybavení a došlo k menším stavebním úpravám továrních objektů.
Největšího rozmachu dosáhl závod jako celek na přelomu 20.–30. let. Značného rozšíření odbytu svých produktů docílil zejm. v letech 1924–1925. Ke škodě nebylo ani to, že v blízkém okolí vyrostla postupně drobná konkurence. V roce 1919 byla zřízena továrna na cikorku Josefa Bárty ve Světí a o 2 roky později Josef Matějka ve Stěžerách zřídil pražírnu žitné kávy, kde se pražila i čekanka. Obrat obchodu v sušárnách a Kavoprůmyslu činil v polovině 20. let 20. století průměrně 25 milionů Kč ročně. Každoročně mu byly zadávány také rozsáhlé dodávky pro ministerstvo národní obrany. Poté ho zasáhla hospodářská krize, spojená s častými stávkami (1930), ale firma úspěšně překonala i období německé okupace, kdy byla velká poptávka po kávových náhražkách. V roce 1940 firma zažádala o povolení k přístavbě kanceláří při čp. 362.
Po válce byl závod pod národní správou a pak byl vytvořen národní podnik Kávoviny, do něhož bylo celkem začleněno 10 závodů, což znamenalo přenesení výroby do Pardubic. Ještě předtím však 26. října 1946 došlo v továrně k výbuchu při pražení žitné kávy.